# 유득공
유득공(柳得恭: 1748년 12월 24일(음력 11월 5일) ~ 1807년 10월 1일(음력 9월 1일))은 조선 경기도 포천군 군수 직책을 지낸 조선시대 후기의 실학자, 문신, 시인이며 조선 정조 치세 시대 당시의 실학자, 시인이다.
그의 본관은 문화(文化), 자(字)는 혜보(惠甫), 혜풍(惠風), 호는 영재(泠齋), 영암(泠菴), 가상루(歌商樓), 고운거사 (古芸居士), 고운당(古芸堂), 은휘당(恩暉堂)이다.
생원시와 진사시에 모두 입격(합격)하고, 1779년(정조 3) 규장각검서(奎章閣檢書)가 되었으며 포천, 제천, 양근 등의 군수를 거쳐 풍천부사에 이르렀다. 규장각 검서 당시 다양한 서적을 읽으면서 신라사 위주의 국사를 비판적으로 바라보았고, 이후 발해고와 사군지 등을 출간하였다. 외직에 있으면서도 검서를 겸임하여 이덕무, 박제가, 서이수 등과 함께 4검서라고 불렸다. 서얼 출신 학자로 실학 사상가이면서 역사가로, 발해고의 저자로 신라와 발해를 남북국 시대로 인식한 학자이다.

## 생애

### 출생과 가계
진사(進士) 유춘(柳瑃: 1726년 8월 24일(음력 7월 27일)~1752년 7월 26일(음력 6월 16일))과 남양 홍씨 부인(1725년 7월 25일(음력 6월 16일)~1801년 9월 12일(음력 8월 5일))의 아들로 1748년 12월 24일(영조 24년 음력 11월 5일) 한성부에서 출생했다. 아버지 유춘(柳璉)은 16세 때인 1741년 1년 연상인 남양 홍씨, 홍이석의 딸과 결혼하여 7년 만에 외아들 유득공을 낳았다. 그러나 유득공의 증조부인 유삼익(柳三益)과 외할아버지 홍이석(洪以錫)이 서자인 까닭에 그는 태어나면서 서얼 신분을 타고났다. 또한 그의 할머니 우계 이씨 부인 역시 이서우의 서녀였다.
그는 본래 남인 가계로 그의 외5대조 홍석신은 만전당 홍가신(晩全堂 洪可臣)과 사촌 간이며, 홍가신의 손자인 남인의 중진 홍우원은 그의 외증조부뻘 되는 친족이었다. 또한 외외증조부 이서우 역시 남인의 중진이었다. 그러나 그는 연암 박지원의 문하에 들게 되었고, 이후 노론 북학파로 전향한다.
그는 어려서부터 총명하고 암기력에 능하였다. 후에 호를 영재(泠齋)라 하고 다른 호로는 영암(泠庵), 고운당(古芸堂) 등이 있는데, 특히 고운당은 지명으로 운동(芸洞)이라고도 불리던 한성부 교서관동(校書館洞, 후일 서울특별시 중구 충무로 2가 부근)에 그가 오랫 동안 살면서 지은 당호(堂號)이다.

### 생애 초기
그러나 1752년(영조 28년) 아버지 유춘이 사망하자 남양의 외가로 이사했다. 1757년 8세가 되자 외가에서 한성으로 돌아왔다. 유득공은 일찍이 18~19세부터 시짓기를 배워서 능했다. 20세 이후에는 북학파인 박지원에게 사사하고 이어 이덕무, 박제가를 만났는데 이후 유득공은 그들과 평생의 지기로 교류했다.
그는 좋은 시를 짓기 위해 여러 책을 읽었다. 그는 다른 북학파 인사들과 마찬가지로 훌륭한 시를 짓기 위해서는 동서고금을 막론하고 모든 문학 작품들을 섭렵해야 한다는 생각을 갖게 되었고, 다양한 독서를 하게 되었다. 그리하여 삼국지와 수호전을 비롯, 중국의 고전 서적을 다양하게 구해서 독서하였다. 구하기 어려운 책은 직접 빌려서 탐독하고 이를 필사본으로 베껴서 자신의 집에 비치해 두고 계속 읽었다. 또한 만주, 몽골, 타타르, 회회(回回, 이슬람), 인도, 베트남(安南), 라오스(南掌), 미얀마(緬甸), 타이완, 일본, 류큐 및 서양의 홍모번(紅毛番, 영국), 프랑스(프랑스), 네덜란드 등의 존재에도 관심을 가지게 되면서 청나라 일변도, 청나라 중심의 세계관에서 벗어날 수 있었다.
그 뒤 자신의 시문을 모은 《영재집(冷齋集)》을 출간하고 1772년에는 한국의 역대 시문을 엮은 《동시맹(東詩萌)》을 편저하였다.
1773년(영조 49년) 생원시에 합격, 생원(生員)이 되었다. 그 뒤 영조 때 진사시에 합격하였다. 그러나 그는 서얼인 탓에 관직의 제한이 있었고, 그는 출사 대신 지기들을 만나며 학문 연구와 역사 연구에 몰두하였다.

### 관료 생활
그 뒤 1777년 청나라 여행과 관련된 것으로서 청나라 여행의 기행문이자 여러 청나라 문사들의 시문을 모은 《중주십일가시선(中州十一家詩選)》을 출간하였다.
32세 되던 1779년(정조 3)에 정조의 서얼허통령을 내리면서 시문과 글짓기와 해박한 지식이 인정되어 1779년 7월 13일(정조 3년 음력 6월 1일) 특별히 규장각 검서관(奎章閣 檢書官)에 임명되었다. 이때 그와 함께 규장각 검서관에 임명된 박제가, 이덕무, 서이수(徐理修)와 함께 '규장각의 4검서'라 불린다. 규장각 검서로 있었기 때문에 궁중에 비장된 우리나라를 비롯하여 중국, 일본의 사료까지도 읽을 기회를 많이 가졌다. 이런 저런 역사서를 읽고 그는 '고려시대의 역사가들이 통일신라를 남조로, 발해를 북조로 하는 국사 체계를 세우지 않았던 것이 영원히 옛 땅을 되찾는 명분을 잃게 되었다.'라며 발해사가 국사에서 제외된 것에 한탄하기도 했다.
시문과 재주에 능하여 정조의 특별한 지우를 얻은 계기로 그는 서얼 출신이라는 신분 제약에서 벗어나 관직을 두루 역임하고, 1786년 포천 현감(抱川縣監), 제천군수(堤川郡守), 1788년 양근군수(楊根郡守), 광흥창주부(廣興倉主簿), 사도시주부(司寺侍主簿)를 거쳐 1792년 가평 군수(加平郡守)를 지냈다.
외직(外職)에 있으면서도 규장각 검서(檢書)의 직함을 가져 세상에서 이덕무, 박제가, 서이수(徐理修)와 함께 4검서로 불린다. 그는 북학파의 거장 박지원의 제자로 이덕무 등과 더불어 실사구시(實事求是)로 산업 진흥에 힘써야 한다고 주장하였다. 박제가, 이덕무, 이서구(李書九)와 함께 한학 4가(漢學四家)라고도 불리었다.

### 은퇴와 말년
그 뒤 풍천도호부사(豊川都護府使)로 나갔으나 1800년 8월 18일 그를 아끼던 정조가 갑작스럽게 승하하자, 스스로 관직에서 물러나 은거하였다. 그는 개성, 평양, 공주 등과 같은 국내의 옛 도읍지를 유람하였고 두 차례에 걸쳐 중국 베이징에 연행(燕行)하고 돌아왔으며 자신이 본 문물과 경험을 토대로 기행문과 소설, 역사서 등의 뛰어난 저술을 남겼다. 1807년 10월 1일(순조 7년 음력 9월 1일)에 59세를 일기로 사망했다.

### 사후
사후 경기도 양주군 시둔면 송산리(松山里, 현 의정부시 송산동) 송산에 안장되었다.

## 저서
- 《경도잡지(京都雜誌)》
- 《고운당필기(古芸堂筆記)》
- 《발해고(渤海考)》
- 《사군지(四郡志)》
- 《이십일도회고시(二十一都懷古詩)》
- 《영재집》
- 《앙엽기(盎葉記)》

## 평가
시문에 뛰어났으며, 규장각 검서로 있었기 때문에 궁중에 비치된 국내외의 자료들을 접할 기회가 많아 다양한 분야에서 괄목할 만한 저서를 남겼다. 그는 한국사의 독자적인 발전과 체계화를 위해 역사 연구 대상을 확대했다.
이십일도회고시(二十一都懷古詩)는 단군조선에서 고려에 이르기까지 한민족이 세운 21개 국가의 도읍지를 답사하여 역대 국가들의 도읍지돌의 전도(奠都) 및 번영을 읊은 43편의 회고시로서 역사의 전개 과정에서 민족의 주체 의식을 되새겨보려는 역사 의식이 잘 나타나 있다는 평가를 받는다.

### 발해사 연구
그는 최초로 발해사에 관심을 갖고, 발해사가 고구려의 유민들에 의해 건국되었다는 점을 주목하였다. 그는 발해를 고구려의 계승자로 봤고, 고구려를 계승한 발해를 본격적으로 연구하여 이를 조선 역사의 체계 안에 포함시켜야 함을 주장했다. 또한 기존의 통일신라설에 이의를 제기하고 신라와 발해가 병존했던 시기를 남북국 시대(南北國時代)로 규정했다.
그는 남방 중심의 역사 인식에서 출발하여 점차로 북방 중심으로 변모해갔고, 그 결과 《발해고》 《사군지》를 저술하여 북방의 역사를 조명하려는 노력을 시도했다. 그는 《발해고》를 통하여 발해의 옛 땅을 회복하여야 한다는 생각을 피력하였고, 《사군지》에서는 북방 역사의 연원을 밝혀보고자 하였다. 특히 《발해고》 머리말에서 유득공은 역사가 신라사 중심으로 된 것을 고려의 탓이라 보았다. 유득공은 고려가 고구려를 계승하였다고 자처한다면 당연히 고구려의 후신인 발해 역사까지도 포함된 남북국사(南北國史)를 썼어야 했는데 그러지 않았다고 비판하였으며, 발해를 세운 대조영의 대씨(大氏)가 고구려의 유민이었고 발해의 땅도 원래 고구려 땅이었으며 고구려인들이 구성된 국가임을 기록하여 발해가 고구려를 계승한 나라임을 주장하였다. 그의 연구는 발해사에 대한 초기 연구의 하나이며 그의 역사 인식은 나중에 정약용(丁若鏞), 한치윤(韓致奫) 등의 연구 업적이 나올 수 있는 토대를 마련한 것으로 평가된다.

## 가족 관계
유득공의 가계는 서얼이었다. 그의 증조할아버지 유삼익이 고조부 유성구의 서자였고, 외할아버지 홍이석은 외증조부 홍시주의 서자였으며, 외조모 우계 이씨는 이서우의 서녀였다.
- 할아버지 : 유한상(柳漢相)
  - 아버지 : 유춘(柳瑃, ? - 1752년)
  - 어머니 : 남양 홍씨, 외조부 홍이석(洪以錫)의 장녀
    - 부인 : 전주 이씨
      - 아들 : 유본예(柳本藝)

  - 숙부: 유련(柳璉)
- 외조부 : 홍이석(洪以錫, 1687년 - 1742년, 이원현감, 병마절도사 홍시주의 서자)
- 외조모 : 우계 이씨, 송곡 이서우(松谷 李瑞雨)의 서녀

## 유득공을 연기한 배우
- 추헌엽 - 이산 (2007년, MBC TV)

## 같이 보기
- 중상주의
- 박지원
- 박제가
- 이덕무
- 정약용
- 홍대용
- 실학파
- 이승휴
- 제왕운기